# Maria Bernadeta Banja
Maria Bernadeta Banja (ur. 18 lipca 1912 w Velikim Grđevacu, zm. 15 grudnia 1941 w Goraždach) – chorwacko-węgierska zakonnica ze Zgromadzenia Córek Bożej Miłości, jedna z Drińskich męczennic, Błogosławiona Kościoła katolickiego.

## Życiorys
Urodziła się 18 lipca 1912 roku. Była dwunastym z trzynaściorga dzieci w rodzinie. Wstąpiła do Zgromadzenia Córek Bożej Miłości. Mając 20 lat w dniu 15 sierpnia 1932 roku złożyła śluby zakonne. Została skierowana do siedziby zakonu w Pale. Podczas II wojny światowej do klasztoru wdarł się oddział czetników. 15 grudnia 1941 roku Bernadeta została zamordowana z pozostałymi siostrami z tego samego zgromadzenia: Kresencją Bojanc, Antonią Fabjan i Julią Ivanišević. Została beatyfikowana przez papieża Benedykta XVI w dniu 24 września 2011 roku w grupie Drińskich męczennic.